# Le Philosophe qui n'était pas sage
 (octobre 2012).
Le Philosophe qui n'était pas sage est le troisième roman de l'écrivain français Laurent Gounelle, paru en 2012. À travers l’histoire de Sandro, Laurent Gounelle nous offre une réflexion sur notre modèle de société.[Interprétation personnelle ?]

## Éditions
Édition imprimée originale
- Laurent Gounelle, Le Philosophe qui n'était pas sage : roman, Paris, Coédition Plon - Kero, 4 octobre 2012, 320 p. (ISBN 978-2-259-21880-1, BNF 42782584) Il est possible de le lire dès la fin du collège et est très agréable et simple à lire.

Livre audio
- Laurent Gounelle, Le Philosophe qui n'était pas sage, Paris, Audiolib, 16 janvier 2013 (ISBN 978-2-35641-564-6, présentation en ligne)Narrateur : François Hatt ; support : 1 disque compact audio MP3 ; durée : 7 h 15 min environ ; référence éditeur : non connue.